# Miss Teen USA 2018
Miss Teen EUA 2018 foi a 36° edição do concurso Miss Teen USA. Foi realizada em 18 de maio de 2018 no Hirsch Memorial Coliseum em Shreveport, Louisiana. Sophia Dominguez-Heithoff, de Missouri, coroou sua sucessora Hailey Colborn, de Kansas, no final do evento.
Foi a primeira vez que o concurso foi realizado simultaneamente com seu concurso irmão Miss USA 2018, realizado em 28 de maio de 2018.

## Resultados
| Resultados Finais  | Concorrente |
| ------------------ | --- |
| Miss Teen EUA 2018 | - Kansas - Hailey Colborn |
| 1° Vice-Campeão    | - Carolina do Sul - Kirby Elizabeth Self |
| 2° Vice-Campeão    | - Colorado - Chloe Zambrano |
| 3° Vice-Campeão    | - Illinois - Sydni-Dion Bennett |
| 4° Vice-Campeão    | - Carolina do Norte - Kaaviya Sambasivam |
| Top 10             | - Flórida - Lou Schieffelin - Geórgia - Savannah Miles - Luisiana - Lindsey Conque - Tennessee - Sofie Rovenstine - Utah - Madilen Kellogg           |
| Top 15             | - Califórnia - Janeice Love - Maryland - Caliegh Shade - Michigan - Anane Loveday - Nevada - Britney Barnhart - Virgínia Ocidental - Trinity Tiffany |

### Prêmios Especiais
| Prêmio        | Concorrente                  |
| ------------- | ---------------------------- |
| Miss Simpatia | - Alabama - Kennedy Cromeens |

## Concurso

### Seleção das candidatas
51 candidatas dos 50 estados e o Distrito de Columbia foram selecionadas em concursos estaduais que começaram em setembro de 2017 e terminaram em fevereiro de 2018.

### Rodada preliminar
Antes da competição final, as candidatas competiram na competição preliminar, que envolveu entrevistas particulares com os juízes e um show de apresentação em que elas competiram em roupas esportivas e trajes de gala. Foi realizada em 16 de maio no Horseshoe Riverdome em Bosier City. Pela primeira vez desde 2009, a competição preliminar não foi transmitida.

### Finais
Durante a competição final, as 15 finalistas competiram em roupas esportivas, trajes de gala e em uma rodada de perguntas personalizadas, a vencedora foi decidida por um paínel de juízes.

### Transmissão
O concurso foi transmitido pela web nas páginas do Facebook e YouTube do Miss Teen EUA, o evento ao vivo também estão disponíveis para concoles PlayStation 4 e no Xbox Live em 41 regiões da linha de consoles Xbox One por meio do aplicativo de vídeo Facebook, com Suporte 4K Ultra HD, HDR vídeo e Dolby Atmos áudio especial. Foi a primeira vez desde a estréia em 2012, onde o concurso não foi transmitidos nos consoles do Xbox 360.

## Candidatas
51 candidatas competiram no Miss Teen EUA 2018.
| Estado               | Concorrente            | Idade na época | Altura | Cidade natal     | Colocação          | Notas                                                                                             |
| -------------------- | ---------------------- | -------------- | ------ | ---------------- | ------------------ | ------------------------------------------------------------------------------------------------- |
| Alabama              | Kennedy Cromeens       | 17             | 1,73   | Birmingham       |                    |                                                                                                   |
| Alasca               | McKinley Wooten        | 17             | 1,70   | Wasilla          |                    |                                                                                                   |
| Arizona              | Macy Deak              | 16             | 1,70   | Scottsdale       |                    |                                                                                                   |
| Arkansas             | Mackenzie Hinderberger | 19             | 1,70   | Fayetteville     |                    |                                                                                                   |
| Califórnia           | Janeice Love           | 17             | 1,73   | Barstow          | Top 15             |                                                                                                   |
| Colorado             | Chloe Zambrano         | 17             | 1,73   | Fruita           | 2° Vice-Campeão    |                                                                                                   |
| Carolina do Norte    | Kaaviya Sambasivam     | 18             | 1,78   | Winston-Salem    | 4° Vice-Campeão    |                                                                                                   |
| Carolina do Sul      | Kirby Elizabeth Self   | 18             | 1,75   | Greenwood        | 1° Vice-Campeão    |                                                                                                   |
| Connecticut          | Elle Sauli             | 17             | 1,55   | Newtown          |                    |                                                                                                   |
| Delaware             | Brynn Close            | 18             | 1,75   | Middletown       |                    |                                                                                                   |
| Dakota do Norte      | Ashlyn Erickson        | 18             | 1,73   | Fargo            |                    |                                                                                                   |
| Dakota do Sul        | Shania Knutson         | 16             | 1,75   | Viborg           |                    |                                                                                                   |
| Distrito de Colúmbia | Madison Chambers       | 18             | 1,75   | Washington, D.C. |                    |                                                                                                   |
| Flórida              | Lou Schieffelin        | 17             | 1,78   | Winter Park      | Top 10             |                                                                                                   |
| Geórgia              | Savannah Miles         | 17             | 1,75   | Lawrenceville    | Top 10             |                                                                                                   |
| Havaí                | Kylyn Rapoza           | 18             | 1,70   | Hilo             |                    |                                                                                                   |
| Idaho                | Jacy Uhler             | 18             | 1,68   | Boise            |                    |                                                                                                   |
| Illinois             | Sydi-Dion Bennett      | 17             | 1,70   | Chicago          | 3° Vice-Campeão    |                                                                                                   |
| Indiana              | Ella Harrinson         | 17             | 1,73   | New Albany       |                    |                                                                                                   |
| Iowa                 | Isabella Russell       | 17             | 1,68   | Marshalltown     |                    |                                                                                                   |
| Kansas               | Hailey Colborn         | 17             | 1,63   | Wichita          | Miss Teen EUA 2018 |                                                                                                   |
| Kentucky             | Jordan Crozier         | 18             | 1,63   | Sommerset        |                    |                                                                                                   |
| Luisiana             | Lindsey Conque         | 17             | 1,68   | Lafayette        | Top 10             |                                                                                                   |
| Maine                | Erin McPherson         | 17             | 1,68   | Hartford         |                    |                                                                                                   |
| Maryland             | Caliegh Shade          | 18             | 1,75   | Cumberland       | Top 15             |                                                                                                   |
| Massachusetts        | Lexi Woloshchuk        | 18             | 1,70   | Monson           |                    |                                                                                                   |
| Michigan             | Anane Loveday          | 16             | 1,57   | Grosse Ile       | Top 15             | Nascida na Etiópia                                                                                |
| Minnesota            | Peyton Schroeder       | 18             | 1,65   | Rosemount        |                    |                                                                                                   |
| Mississippi          | Julieanna Jackson      | 15             | 1,70   | Mize             |                    |                                                                                                   |
| Missouri             | Chloe Bartlett         | 19             | 1,73   | Liberal          |                    |                                                                                                   |
| Montana              | Elley Munson           | 17             | 1,70   | Billings         |                    |                                                                                                   |
| Nebraska             | Michaela Edstrand      | 17             | 1,73   | Omaha            |                    |                                                                                                   |
| Nevada               | Britney Barnhart       | 16             | 1,75   | Las Vegas        | Top 15             | Irmã da Miss Nevada Teen EUA 2008, Lauren Hudman e filha da Miss Oklahoma EUA 1982, Jil Barnhart. |
| Nova Hampshire       | Natalie Jenkins        | 17             | 1,70   | Nashua           |                    |                                                                                                   |
| Nova Jérsei          | Diana Smerina          | 16             | 1,63   | Freehold         |                    |                                                                                                   |
| Novo México          | Madison Turner         | 18             | 1,70   | Mosquero         |                    |                                                                                                   |
| Nova Iorque          | Saige Guerin           | 17             | 1,65   | Staten Island    |                    |                                                                                                   |
| Ohio                 | Sofia Durina           | 18             | 1,65   | Columbiana       |                    |                                                                                                   |
| Oklahoma             | Zoe Ferraro            | 17             | 1,75   | Bixby            |                    |                                                                                                   |
| Oregon               | Jaycie Forrester       | 16             | 1,75   | Tualatin         |                    |                                                                                                   |
| Pensilvânia          | Kailey Grill           | 18             | 1,65   | Mars             |                    |                                                                                                   |
| Rhode Island         | Aliyah Moore           | 18             | 1,75   | Pawtucket        |                    |                                                                                                   |
| Tennessee            | Sofie Rovenstine       | 19             | 1,88   | Franklin         | Top 10             |                                                                                                   |
| Texas                | Brenna Flynn           | 18             | 1,65   | Fort Worth       |                    |                                                                                                   |
| Utah                 | Madilen Kellogg        | 19             | 1,75   | Layton           | Top 10             |                                                                                                   |
| Vermont              | Alexandra Diehl        | 17             | 1,70   | St Albans        |                    | Anteriormente Miss Vermont's Outstanding Teen 2016.                                               |
| Virgínia             | Himanvi Panidepu       | 18             | 1,65   | Centreville      |                    |                                                                                                   |
| Virgínia Ocidental   | Trinity Tiffany        | 16             | 1,70   | Huntington       | Top 15             |                                                                                                   |
| Washington           | Summer Keffeler        | 16             | 1,70   | Monroe           |                    | Irmã de Stormy Keffeler, títular do Miss Washington USA 2016.                                     |
| Wisconsin            | Alexis Loomans         | 16             | 1,75   | Waunakee         |                    |                                                                                                   |
| Wyoming              | Mackenzie Kern         | 17             | 1,70   | Casper           |                    |                                                                                                   |

## Juízes
- Ashley Fox - Jornalista de esportes.
- Kalani Hilliker - Dançarina, atriz,modelo e personalidade de televisão.
- Brittney Rogers Collins - Personalidade de televisão de reality e Miss Luisiana EUA 2003
- Bia Roldan - Jornalista e âncora de notícias.
- Crystle Sterwat - Apresentadora de televisão, modelo, atriz e Miss USA 2008 de Texas.
- Marta Topran - Diretora de beleza da Seventeen, Cosmopolitan, e Women's Health.